# Belford Roxo
Belford Roxo est une ville de l'État de Rio de Janeiro au Brésil. La ville comptait 495 694 habitants en 2011 et sa superficie est de 79,791 km².

## Profil
La ville est caractérisée par une forte densité démographique et sa principale base économique est constituée par l'industrie chimique et métallurgique. Belford-Roxo est aussi une ville-dortoir où réside un grand nombre d'employés qui travaillent dans la ville de Rio de Janeiro. Placée aux marges de l'autoroute BR116 (Rio-São Paulo), elle est desservie par le tissu ferroviaire suburbain de Rio de Janeiro et par une infinité de lignes d'autobus qui connectent le centre de la métropole à ses quartiers populaires. La ville éprouve des graves difficultés dans le domaine social et des infrastructures urbaines, dont les indices très élevés de violence urbaine en sont une conséquence directe. Son nom est un hommage à l'Inspecteur Général des Travaux Publics Raymundo Teixeira Belford Roxo, pour son importante collaboration lors de la sècheresse de 1888.

## Caractéristiques
- Fondation: 3 avril 1990[5]
- Gentilé: belforroxense
- Devise: Paix et Progrès
- Unité fédérative: Rio de Janeiro
- Région métropolitaine: Rio de Janeiro
- Municipalités limitrophes: Mesquita, Nova Iguaçu, Duque de Caxias, São João de Meriti
- Distance par rapport à la capitale : 19,5 km

## Géographie
- Végétation: sa végétation était constituée par des bruyères, comme dans le reste de la Baixada Fluminense[6].

## Profil économique
Selon les chiffres de la Fondation CIDE, en 2003, le PIB municipal se concentrait dans les domaines du commerce et des services (56,94 %), suivi par l'industrie (43,04 %) et les activités agro-pastorales (0,01 %). La ville est responsable pour 0,91 % du PIB de l'État du Rio de Janeiro et pour 1,34 % du PIB de la Zone Métropolitaine. Dans le secteur secondaire, l'industrie chimique est l'activité la plus importante, avec la présence sur le territoire de BAYER S/A, suivie par l'industrie de la construction civile. Dans le secteur tertiaire, les activités le plus importantes sont le transport, les communications, les ventes, et les prestations de service, en fonction de ses connexions avec les municipes voisins.

## Histoire

### Débuts
Le territoire actuel de Belford Roxo était peuplé par les indiens Jacutinga. Ces terres ont été cartographiées pour la première fois dans une carte élaborée par João Teixeira Albernaz, "O Moço", en 1666, entre les fleuves Merith, Simpuiy et Agoassu. Quelques années après l'expulsion des Français, le Gouverneur de Rio de Janeiro, Cristóvão de Barros, cède au Capitaine Belchior de Azeredo une sesmaria aux bords du fleuve Sarapuí, dans l'ancien village des indiens Jacutinga. Il y établit l'Engenho de Santo Antônio de Jacutinga (où se trouve maintenant la ville de Belford Roxo) et une chapelle fut érigée en hommage à saint Antoine à proximité du local choisi pour les activités portuaires. Au début du XVIIe, l'Engenho de Santo Antônio de Jacutinga fut démembré, donnant ainsi origine à l'Engenho Maxambomba (Nova Iguaçu) et l'Engenho do Poce (Posse). Au XVIIIe, un nouveau démembrement (cette fois-ci dans les terres de l'Engenho de Maxambomba) fait naître l'Engenho Caxoeira (Mesquita), dans les terres qui appartenaient au Gouverneur de Rio de Janeiro, Salvador Correia de Sá e Benevides. Pendant plus de deux siècles, les terres ont été, par succession héréditaire, sous le contrôle des héritiers de Salvador Correia de Sá e Benevides, la famille Correia Vasques. Au milieu du XVIIIe siècle, les terres de l'Engenho Santo Antônio ont subi un nouveau démembrement ayant donné origine à deux nouveaux Engenhos, ceux du Brejo et du Sarapuí. Dans la même période, les terres de l'Engenho Maxambomba ont donné origine à l'Engenho do Madureira (Ville de Nova Iguaçu). En 1767, sur une carte topographique de la capitainerie de Rio de Janeiro, réalisée par Manuel Vieira Leão, apparaît clairement dans cette région l'Engenho do Brejo. Son premier occupant fut Cristóvão Mendes Leitão, en 1739. La Baixada Fluminense (région dans laquelle se trouve Belford Roxo) est coupée par le fleuve Sarapuí et entourée par des bourbiers et des bruyères. À ses marges, il y avait un port pour l'expédition de la production de : sucre, riz, haricots, maïs, et de l'eau-de-vie. Après une succession de propriétaires, en 1815, Padre Miguel Arcanjo Leitão, alors propriétaire de ces terres, les a vendues au Premier Vicomte de Barbacena, Felisberto Caldeira Brant de Oliveira e Horta, futur Marquis de Barbacena. En 1843, Pedro Caldeira Brant, Comte d'Iguaçu (fils du 1er Vicomte et Marquis de Barbacena) prend en charge la fazenda (exploitation agricole) de son père, à la suite de son décès (en 13 juillet 1842, à la Ville de Rio de Janeiro). En 1851, la famille Caldeira Brant vend ses terres au Commandeur Manuel José Coelho da Rocha. Dans la seconde moitié du XIXe siècle, la fazenda entre en décadence à la suite d'une série d'épidémies.

### Le «miracle des eaux»
En 1888, la Baixada Fluminense fut frappée par une grande sècheresse. La Cour de Pierre II du Brésil a été privée d'eau, elle aussi. L'empereur a alors bien accueilli la proposition de l'ingénieur Paulo de Frontin, qui prévoyait la captation de 15 millions de litres d'eau pour la Cour en six jours seulement. Sa réussite fut dès lors connue comme le « miracle des eaux ». Raimundo Teixeira Belfort Roxo, ami et collaborateur de l'ingénieur Paulo de Frontin, est décédé l'année suivante à la réalisation de l'œuvre. Le petit village du Brejo (Bruyère) fut alors nommé Belford Roxo, en hommage à l'ingénieur.

### L'émancipation
Pendant une bonne partie du XXe siècle, la municipalité de Belford Roxo a appartenu au district de Nova Iguaçu. Le 3 avril 1990, la loi de l'État de Rio de Janeiro N.1640 fut approuvée, permettant l'émancipation de la ville. La municipalité de Belford Roxo fut installée en 1er janvier 1993 et son premier préfet fut Jorge Júlio da Costa dos Santos, "Joca".

### Maires
| Période | Période  | Identité                                 | Étiquette | Qualité                      |
| ------- | -------- | ---------------------------------------- | --------- | ---------------------------- |
| 1993    | 1995     | Jorge Júlio « Joca » da Costa dos Santos |           | Assassiné en cours de mandat |
| 1995    | 1995     | Ricardo Gaspar                           | PL        |                              |
| 1995    | 1996     | Mair de Vasconcelos Rosa                 | PDT       |                              |
| 1997    | 2000     | Maria Lúcia Netto dos Santos             | PPB       |                              |
| 2001    | 2004     | Waldir Camilo Zito dos Santos            | PPB       |                              |
| 2005    | 2008     | Maria Lúcia Netto dos Santos             | PSDB      |                              |
| 2009    | 2012     | Alcides Rolim                            | PT        |                              |
| 2013    | 2016     | Adenildo Braulino dos Santos             | PCdoB     |                              |
| 2017    | en cours | Wagner dos Santos Carneiro               | MDB       |                              |